# عبد الله عكاش
عبد الله عكاش، نائب سابق في مجلس الأمة الكويتي (ولد 10 يوليو 1971).
شارك في انتخابات مجلس الأمة الكويتي 2003 في الدائرة الثانية والعشرون، وحصل على المركز الثاني برصيد 2682 صوت وفاز بالانتخابات ، وشارك في انتخابات مجلس الأمة الكويتي 2006 في الدائرة الثانية والعشرون، وحصل على المركز الأول برصيد 5418 صوت وفاز بالانتخابات ، وشارك في انتخابات مجلس الأمة الكويتي 2008 في الدائرة الخامسة، وحصل على المركز الثامن عشر برصيد 5159 صوت وخسر الانتخابات.